# Barca (Spanyolország)
Barca egy község Spanyolországban, Soria tartományban. Barca Velamazán, Matamala de Almazán, Almazán, Villasayas és Caltojar községekkel határos. Lakosainak száma 107 fő (2024).

## Népesség
A település népessége az elmúlt években az alábbi módon változott:
| Lakosok száma | 137  | 118  | 113  | 109  | 120  | 113  | 103  | 98   | 110  | 107  |
|               | 2001 | 2004 | 2007 | 2009 | 2012 | 2014 | 2017 | 2019 | 2022 | 2024 |